# Åsberget-Åsklitten
Åsberget-Åsklitten är ett naturreservat i Malung-Sälens kommun i Dalarnas län.
Området är naturskyddat sedan 2018 och är 186 hektar stort. Reservatet består av tallskog med gamla träd. I nordväst finns en mindre våtmark med  tjärnen Kliktjärnen och en bäck. 